# Antal Pusztai
Antal Pusztai (ur. 1978 w Győr) – węgierski gitarzysta jazzowy.
Swoje pierwsze wykształcenie muzyczne otrzymał od ojca, który nauczył go gry na gitarze. Antal wyjechał na studia muzyczne do Frankfurtu nad Menem, a następnie do Konserwatorium Wiedeńskiego.

## Dyskografia
- Beyond My Dreams (2000)[1]
- Wonderland (2007)[3]